# امامزاده سید ضیاءالدین
امامزاده سید ضیاء الدین مربوط به سدهٔ ۷ و ۸ ه.ق است و در شهرستان طالقان، روستای خچیره واقع شده و این اثر در تاریخ ۱۲ بهمن ۱۳۸۱ با شمارهٔ ثبت ۷۰۵۴ به‌عنوان یکی از آثار ملی ایران به ثبت رسیده است.